# Kamtjatkafetblad
Kamtjatkafetblad (Sedum kamtschaticum) är en växtart i familjen fetbladsväxter. 